# Euklidis Tsakalotos
Euklidis Tsakalotos (* 1960 Rotterdam, Nizozemsko) je řecký ekonom a politik, ministr financí ve vládě Alexise Tsiprase. Ministrem se stal 6. července 2015, když jeho předchůdce Janis Varufakis na funkci rezignoval den poté, co Řekové v referendu odmítli podmínky zahraničních věřitelů. Je členem ústředního výboru levicového hnutí SYRIZA.

## Život
Tsakalotos žil dlouhou dobu ve Velké Británii. Vystudoval politologii, filozofii a ekonomii na Sussexské a Oxfordské univerzitě, kde v roce 1989 získal doktorát. Poté rok pracoval jako výzkumný pracovník na univerzitě v Kentu, kde následně v letech 1990 až 1993 učil. Pak vyučoval na Aténské univerzitě ekonomie a obchodu, od roku 2010 se stal profesorem ekonomie na Národní a Kapodistriasově univerzitě v Aténách.
Tsakalotos je autorem šesti knih a mnoha ekonomických článků.
Je ženatý, jeho manželkou je britská ekonomka Heather Gibsonová.

## Politické působení
V květnu 2012 byl Tsakalotos poprvé zvolen do parlamentu za hnutí SYRIZA. Od května 2015 se z rozhodnutí ministerského předsedy Tsiprase stal hlavním vyjednavačem s týmem odborníků mezinárodních věřitelů Řecka. Jedná se o bývalou „trojku“, nyní zvanou pouze „instituce“, sestávající z Evropské komise, Evropské centrální banky a Mezinárodního měnového fondu. Až do 6. července téhož roku byl náměstkem ministra zahraničí pro mezinárodní ekonomické vztahy. Po rezignaci Janise Varufakise se stal ministrem financí. Funkci převzal v období vypjatých ekonomických jednání, a to za situace, kdy byly již týden zavřené řecké banky.
Tsakalotos je zastáncem setrvání Řecka v eurozóně, ale odmítá další tvrdá úsporná opatření.

## Dílo
- Crucible of Resistance: Greece, the Eurozone and the World Economic Crisis, 2012